# Rogier Wassen
Rogier Wassen (Roermond, 9 agosto 1976) è un ex tennista olandese.

## Carriera
Passato tra i professionisti nel 1994 si è specializzato nel doppio dove ha raggiunto come migliore posizione in classifica il 24º posto, ottenuto nel settembre 2007.

In carriera riesce a conquistare cinque tornei ed altrettante finali perse, i primi due tornei vinti sono state le edizioni 2006 e 2007 dell'Heineken Open.

Nei tornei del Grande Slam il massimo risultato è un quarto di finale agli Australian Open 2007 dove però viene fermato dai fratelli Bob e Mike Bryan.

In Coppa Davis scende in campo tre volte rappresentando la sua nazione ma non riesce mai ad ottenere la vittoria.

## Statistiche

### Doppio

#### Vittorie (5)
| N° | Anno | Torneo                        | Superficie  | Compagno         | Avversari in finale             | Punteggio            |
| 1. | 2006 | Heineken Open, Auckland       | Cemento     | Andrei Pavel     | Simon Aspelin Todd Perry        | 6–3, 5–7, [10–4]     |
| 2. | 2007 | Heineken Open, Auckland (2)   | Cemento     | Jeff Coetzee     | Simon Aspelin Chris Haggard     | 6(9)–7, 6–3, [10–2]  |
| 3. | 2007 | Ordina Open, 's-Hertogenbosch | Erba        | Jeff Coetzee     | Martin Damm Leander Paes        | 3–6, 7–6(5), [12–10] |
| 4. | 2008 | Dutch Open, Amersfoort        | Terra rossa | František Čermák | Jesse Huta Galung Igor Sijsling | 7–5, 7–5             |
| 5. | 2010 | Open de Moselle, Metz         | Cemento     | Dustin Brown     | Marcelo Melo Bruno Soares       | 6–3, 6–3             |